# Autovía A-50
Die Autovía A-50 oder Autovía de la Cultura ist eine Autobahn in Spanien. Die Autobahn beginnt in Ávila und endet in Salamanca.

## Streckenverlauf

### Abschnitte
| Position | Kurzbezeichnung des Abschnitts | Abschnitt                                                | km   | Eröffnung |
| -------- | ------------------------------ | -------------------------------------------------------- | ---- | --------- |
| 1        | A-50                           | Ávila-Narrillos de San Leonardo                          | 3    | 2006      |
| 2        | A-50                           | Narrillos de San Leonardo-Peñalba de Ávila               | 9,4  | 2008      |
| 3        | A-50                           | Peñalba de Ávila-San Pedro del Arroyo                    | 9    | 2008      |
| 4        | A-50                           | San Pedro del Arroyo-Chaherrero                          | 10,3 | 2008      |
| 5        | A-50                           | Chaherrero-Narros del Castillo                           | 11,6 | 2009      |
| 6        | A-50                           | Narros del Castillo-Peñaranda de Bracamonte              | 14   | 2008      |
| 7        | A-50                           | Peñaranda de Bracamonte-Alconada                         | 17,5 | 2009      |
| 8        | A-50                           | Alconada-Encinas de Abajo                                | 4    | 2009      |
| 9        | A-50                           | Encinas de Abajo-Santa Marta de Tormes (ost)             | 15,5 | 2009      |
| 10       | A-50                           | Santa Marta de Tormes (ost)-Santa Marta de Tormes (west) | 5,5  | 1997      |

### Streckenführung
| Position | höchstzulässige Geschwindigkeit (km/h) | km                 | Fahrbahnen | Richtung (Tormes) | Richtung (Ávila) | km   | Fahrbahnen         | höchste zulässige Geschwindigkeit (km/h) |
| -------- | -------------------------------------- | ------------------ | ---------- | --- | --- | ---- | ------------------ | ---------------------------------------- |
| 1        | 120                                    | Beginn der Autovía | 2          | AV-20 Umfahrung Ávila | AV-20 Segovia Madrid ValladolidAV-20 Plasencia Toledo | 2    | Beginn der Autovía | 120                                      |
| 2        | 120                                    | 2                  | 3          | N-501 Ávila | N-501 Ávila | 3    | 2                  | 120                                      |
| 3        | 120                                    | 2                  | 4          | AV-804 Cardeñosa N-501 Aveinte | AV-804 Cardeñosa N-501 Aveinte | 4    | 2                  | 120                                      |
| 4        | 120                                    | 2                  | 14         | AV-804 Las Berlanas Arévalo Peñalba de Ávila | AV-804 Las Berlanas Arévalo Peñalba de Ávila | 14   | 2                  | 120                                      |
| 5        | 120                                    | 2                  | 24         | CL-507 Sanchidrián San Pedro del Arroyo | CL-507 Sanchidrián San Pedro del Arroyo | 24   | 2                  | 120                                      |
| 6        | 120                                    | 2                  | 32         | Área de Servicio de Muñogrande | Área de Servicio de Muñogrande |      | 2                  | 120                                      |
| 7        | 120                                    | 2                  | 35         | AV-P-625 Chaherrero Crespos Herreros de Suso | | 35   | 2                  | 120                                      |
| 8        | 120                                    | 2                  | 46         | N-501 Salvadiós AV-800 Fontiveros AV-P-627 Narros del Castillo | N-501 Salvadiós AV-800 Fontiveros AV-P-627 Narros del Castillo | 46   | 2                  | 120                                      |
| 9        | 120                                    | 2                  | 55         | | | 55   | 2                  | 120                                      |
| 10       | 120                                    | 2                  | 59         | CL-610 Peñaranda de Bracamonte Medina del Campo | CL-610 Peñaranda de Bracamonte Medina del Campo | 59   | 2                  | 120                                      |
| 11       | 120                                    | 2                  | 69         | DSA-695 Villar de Gallimazo N-501 Ventosa del Río Almar | DSA-695 Villar de Gallimazo N-501 Ventosa del Río Almar | 69   | 2                  | 120                                      |
| 12       | 120                                    | 2                  | 76         | N-501 Ventosa del Río Almar Alconada | N-501 Ventosa del Río Almar Alconada | 76   | 2                  | 120                                      |
| 13       | 120                                    | 2                  | 83         | N-501 Encinas de AbajoDSA-110 Cilloruelo | N-501 Encinas de AbajoDSA-110 Cilloruelo | 83   | 2                  | 120                                      |
| 14       | 120                                    | 2                  | 86         | Flughafen Salamanca Machacón Villagonzalo de Tormes | | 86   | 2                  | 120                                      |
| 15       | 120                                    | 2                  | 96         | N-501<Pelabravo Calvarrasa de Abajo Santa Marta de Tormes | N-501<Pelabravo Calvarrasa de Abajo Santa Marta de Tormes | 96   | 2                  | 120                                      |
| 16       | 100                                    | 2                  | 99         | SA-20 Industriegebiet CL-512 beide Richtungen CL-517 beide Richtungen A-62 E 80 N-620 beide Richtungen A-66 E 803 N-630 beide RichtungenCL-510 Alba de TormesEinkaufszentrum Hipermercado E.Leclerc Santa Marta de Tormes (Stadt) | SA-20 Industriegebiet CL-512 beide Richtungen CL-517 beide Richtungen A-62 E 80 N-620 beide Richtungen A-66 E 803 N-630 beide RichtungenCL-510 Alba de TormesEinkaufszentrum Hipermercado E.Leclerc Santa Marta de Tormes (Stadt) | 100  | 2                  | 100                                      |
| 17       | 100                                    | 2                  | 101A       | Via de Servicio C. C. El Tormes | Via de Servicio Azucarera | 101A | 3 (Gabelung)       | 100                                      |
| 18       | 50                                     | Ende der Autovía   | 101B       | N-501 Santa Marta de Tormes (west) N-501 Salamanca A-50 Ávila Madrid | N-501 Santa Marta de Tormes (west) N-501 SalamancaA-50 Ávila Madrid | 101B | Ende der Autovía   | 100                                      |

## Größere Städte an der Autobahn

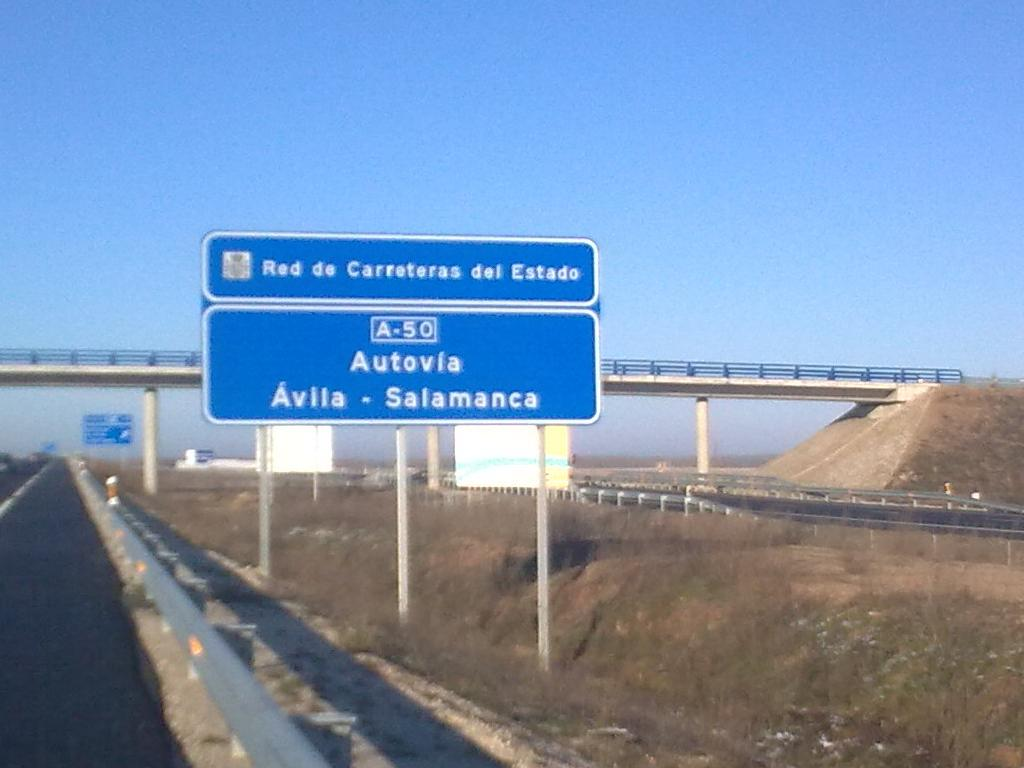
Straßenschild der A-50

- Ávila
- Salamanca